# Мішень (фільм, 2011)
«Мішень» (рос. Мишень) — російський фантастичний телефільм режисера Олександра Зельдовича 2011 р. 

## Сюжет
Дія відбувається в 2020 році, Росія нарешті стає процвітаючою країною. Головним героям стає нудно від їх благополучного життя, і вони відправляються жити в гори Алтаю, де ходять чутки, що з часів СРСР там знаходиться астрофізичний комплекс, всередині якого можна повернути собі молодість.

## Ролі
- Максим Суханов — Віктор
- Джастін Водделл — Зоя
- Віталій Кищенко — Микола
- Данила Козловський — Митя
- Даніела Стоянович — Анна
- Ніна Лощиніна — Тая
- Олег Ягодин — коханий Таї

## Виробництво
Задум картини виник в грудні 2005-го. Зйомки почалися в квітні 2007 р. і проходили в Москві, Підмосков'ї, на Алтаї (на кордоні з Монголією). Світова прем'єра відбулася на 61-му Берлінському МКФ, де він був показаний в секції «Панорама». Прем'єра в Росії відбулася 26 червня 2011 р. в рамках Московського кінофестивалю, потім картина вийшла в російський прокат.

## Критика
Рейтинг на сайті КиноПоиск — 5,9/10.

## Нагороди
- 2011 — Національна премія кінокритики і кінопреси «Білий Слон» за найкращу операторську роботу (Олександр Ільховський).
- 2011 — Національна премія кінокритики і кінопреси «Білий Слон» за найкращу роботу художника (Юрій Харик, Володимир Родимов).
- 2011 — Національна премія кінокритики і кінопреси «Білий Слон» за найкращу музику до фільму (Леонід Десятников).